# دون وايس
دون وايس (بالإنجليزية: Don Weiss)‏ هو لاعب كرة قدم كندية أمريكي، ولد في 22 يناير 1947 في هازلتون في الولايات المتحدة، وتوفي في 22 مايو 2010 في هيوستن في الولايات المتحدة.

## وصلات خارجية
- دون وايس على موقع JustSportsStats.com (الإنجليزية)